# マリオ・エンゲルス
マリオ・エンゲルス（Mario Engels、1993年10月22日 - ）は、ドイツ出身のプロサッカー選手。ヘラクレス・アルメロ所属。ポジションはフォワード（左ウイング、センターフォワード）。

## 経歴
2017年7月2日、エールディヴィジのローダJCに2年契約で移籍した。1シーズン目は、リーグ戦出場21試合で1ゴールしか挙げられず、チームも2部のエールステ・ディヴィジに降格してしまった。降格したものの、エンゲルスはクラブに残留することを決めた。
契約最終年となった2年目、リーグ開幕節のヨング・アヤックスでいきなり2得点すると、翌節のアルメレ・シティFC戦でも2ゴール。終盤戦こそ負傷により離脱したが、リーグ戦通算34試合に出場し、24ゴール11アシストと素晴らしい結果を残した。リーグ得点王の座は、29ゴールを記録したフレディ・ドライフに譲ったが、24ゴールという記録はリーグ2位の数字だった。2018-19シーズン終了後、クラブは契約延長のオファーを掲示したが、エンゲルス自身がドイツでのプレーを希望したため、この話は破談に終わった。
結果的にこの退団以降は得点数が激減することになる。
ローダを退団したエンゲルスは、2019年7月1日、SVザントハウゼンに加入した。
2020年10月4日、スパルタ・ロッテルダムに2年契約で移籍した。
2022年、9試合出場で1ゴール1アシストを記録、12月7日、東京ヴェルディへ完全移籍。
2023年7月16日、クラブと双方合意の上で契約を解除した。2023年7月19日、ヘラクレス・アルメロに2年契約で移籍した。

## 個人成績
| 国内大会個人成績 | 国内大会個人成績 | 国内大会個人成績 | 国内大会個人成績 | 国内大会個人成績 | 国内大会個人成績 | 国内大会個人成績 | 国内大会個人成績 | 国内大会個人成績 | 国内大会個人成績 | 国内大会個人成績 | 国内大会個人成績 |
| 年度             | クラブ           | 背番号           | リーグ           | リーグ戦         | リーグ戦         | リーグ杯         | リーグ杯         | オープン杯       | オープン杯       | 期間通算         | 期間通算         |
| 年度             | クラブ           | 背番号           | リーグ           | 出場             | 得点             | 出場             | 得点             | 出場             | 得点             | 出場             | 得点             |
| 日本             | 日本             | 日本             | 日本             | リーグ戦         | リーグ戦         | リーグ杯         | リーグ杯         | 天皇杯           | 天皇杯           | 期間通算         | 期間通算         |
| ---------------- | ---------------- | ---------------- | ---------------- | ---------------- | ---------------- | ---------------- | ---------------- | ---------------- | ---------------- | ---------------- | ---------------- |
| 2023             | 東京V            | 14               | J2               | 14               | 0                | -                | -                |                  |                  |                  |                  |
| 通算             | 日本             | 日本             | J2               | 14               | 0                | -                | -                |                  |                  |                  |                  |
| 総通算           | 総通算           | 総通算           | 総通算           | 14               | 0                | 0                | 0                |                  |                  |                  |                  |